# وزن دنیا
وزن دنیا نشریه تخصصی حوزه شعر فارسی است که به از ابتدای سال ۱۳۹۸ به صورت ماهنامه منتشر می‌شود. این نشریه طی چند سال فعالیت خود در پرونده‌هایی ویژه به نیمایوشیج، هوشنگ ابتهاج، سیمین بهبهانی، فروغ فرخزاد، تندر کیا، سیدعلی صالحی، جواد مجابی و برخی دیگر از چهره‌های شناخته‌شده ادبیات فارسی و موضوعات مرتبط با شعر معاصر فارسی پرداخته‌است.

## پیشینه
ماهنامه وزن دنیا با هدف بازتاب‌دادن تجربهٔ شعر معاصر فارسی در ایران و کشورهای فارسی‌زبان از بهار ۱۳۹۸ فعالیتش را آغاز کرد. نخستین شماره نشریه خردادماه ۱۳۹۸ با پرونده‌ای ویژه برای نیمایوشیج منتشر شد.
پوریا سوری، روزنامه‌نگار و شاعر، از اواخر دهه هشتاد هفته‌ای یک بار صفحه‌ایی به نام «چاپ اول» را در روزنامه فرهیختگان به شعر فارسی اختصاص داده بود و آن را مدیریت می‌کرد. همچنین در ستونی هفتگی به نام وزن دنیا در همین صفحه چاپ اول به اطلاع‌رسانی دربارهٔ شعر فارسی می‌پرداخت.
پوریا سوری دربارهٔ راه‌اندازی مجله وزن دنیا می‌گوید: «بازخورد مثبت آن یک صفحه مرا مجاب کرد که این صفحه می‌تواند گسترش یابد و به تعداد صفحات یک مجله رسانده شود و با عنوان یک نشریه تخصصی منتشر شود.» پس از آن تجربه صفحه چاپ اول و ستون وزن دنیا در روزنامه فرهیختگان، در نهایت آذرماه ۹۷ مجوز مجله وزن دنیا صادر شد و آن ستون هفتگی شعر فارسی به یک مجله تبدیل شد.

## تحریریه و خط مشی
صاحب‌امتیاز و مدیر نشریه وزن دنیا، پوریا سوری است و دبیر اجرایی این نشریه اسماعیل حق‌پرست است. محتوای نشریه وزن دنیا زیر نظر شورای دبیران منتشر می‌شود که این شورا طی چندسال فعالیت، تغییر کرده است. سه شماره آغازین وزن دنیا به صورت شورای سردبیران با حضور فرزام حسینی، علی مسعودی‌نیا و پوریا سوری فعالیت می‌کرد و سپس بیست شماره مجله از شماره ۴ تا ۲۴ به سردبیری علی مسعودی‌نیا منتشر شد. این نشریه از شماره ۲۴ تاکنون زیر نظر حضور میترا فردوسی، صابر محمدی و پوریا سوری به عنوان شورای سردبیری منتشر شده است.
وزن دنیا در هر شمارهٔ خود به معرفی و نشر آثار شاعران استان‌های ایران و سایر کشورهای فارسی‌زبان و همچنین شاعران فارسی‌زبان مهاجر می‌پردازد. در وزن دنیا تمامی نحله‌ها و قالب‌های شعری از شاعران فارسی‌زبان منتشر می‌شود. در کنار این رویکرد؛ این نشریه می‌کوشد شاعران نوپا و جوان را نیز به مخاطبان معرفی کند. غیر از انتشار شعر که بخش عمده صفحات نشریه را در بر می‌گیرد، وزن دنیا هر بار پرونده‌هایی تخصصی در زمینه تاریخ شعر معاصر، بازخوانی انتقادی شعر معاصر، جریان‌شناسی شعر ایران، شاعران آوانگارد و مهجور و بازخوانی تاریخ مطبوعات حوزه شعر را نیز در دستور کار دارد.

## حواشی
وزن دنیا پی‌آیند اعتراض‌های ۱۴۰۱ در ویژه‌نامه‌ای به شعر زنان ایران با تیتر انقلاب زنانه پرداخت و پس از این رویداد از سوی نهادهایی تحت فشار قرار گرفت. پوریا سوری در یادداشتی خبر داد که شرکت‌ها و سازمان‌های آگهی‌دهنده به مجله وزن دنیا از سوی برخی نهادهای نظارتی تحت فشار قرار گرفته‌اند تا از انتشار آگهی در این نشریه خودداری کنند. سوری در در یادداشتی با عنوان «گزارش به فردا از بدعتی برای تعطیل‌کردن مجلات بخش خصوصی» نسبت به فشارها واکنش نشان داد و گفت: «آنچه نامش را خفه‌کردن می‌گذارم آن هم از طریق عاملی بیرونی ـ یعنی نه مخاطب و نه منِ مجله‌دار ـ فقره‌ای است که بعد از انتشار شمارهٔ قبل برای وزن دنیا اتفاق افتاد. وزن دنیای شمارهٔ ۲۴ در فضای «زن، زندگی، آزادی» غوطه می‌خورد و به‌رغم این‌که کاملاً بحثی ادبی و نه سیاسی را پیش می‌برد به مذاق قلیلی جماعت خوش نیامده بود.»